# Барсов, Алексей Владимирович
Алексей Владимирович Барсов (род. 3 апреля 1966, Самарканд) — узбекский шахматист, гроссмейстер (2000). Двукратный чемпион Узбекистана (2006 и 2010).
Первые тренеры — Григорий Эстерлис, Виктор Измайлов, Сергей Пинчук.
Окончил юридический факультет Самаркандского государственного университета в 1987 году. С 1992 года — международный мастер (IM).
III место в Чемпионате ЦС «Динамо» (1989, Ленинград), 3-5 места в Чемпионате Азии (1999). Чемпион Узбекистана 2006, 2010 годов. В Олимпиаде 2000 года (Стамбул) — золотая медаль на доске. Участник двух Кубков Мира — 2001 (Москва) и 2004 (Триполи).
В составе сборной Узбекистана участник пяти Олимпиад (2000, 2004—2010).

## Спортивные результаты
| Год  | Город          | Турнир                        | + | − | = | Результат | Место |
| ---- | -------------- | ----------------------------- | - | - | - | --------- | ----- |
| 2000 | Стамбул        | 34-я олимпиада                | 4 | 0 | 3 | 5½ из 7   | 1     |
| 2004 | Кальвия        | 36-я олимпиада                | 2 | 3 | 4 | 4 из 9    |       |
| 2006 | Блед           | 37-я олимпиада                | 1 | 2 | 6 | 4 из 9    |       |
| 2008 | Дрезден        | 38-я олимпиада                | 3 | 4 | 2 | 4 из 9    |       |
| 2010 | Ханты-Мансийск | 39-я олимпиада                | 2 | 1 | 5 | 4½ из 8   |       |
| 2016 | Абу-Даби       | 19-й командный чемпионат Азии | 3 | 1 | 4 | 5 из 8    |       |

## Изменения рейтинга
| Графики недоступны из-за технических проблем. См. информацию на Фабрикаторе и на mediawiki.org. |